# Seznam osebnosti iz Občine Laško
Seznam osebnosti iz občine Laško vsebuje osebnosti, ki so se rodile, delovale ali umrle v občini Laško.

## Religija
- Jurij Alič, duhovnik, zbiralec narodnopisnega gradiva (1779, Poljane nad Škofjo Loko – 1845, Laško)
- Janez Belej, teolog, pravnik, visoki uradnik v Vatikanu (1919, Trojno – 1992, Laško)
- Žiga Juvančič, duhovnik, kanonik (1798, Slovenske Konjice – 1845, Laško)
- Janez Krstnik Penitz, redovnik, jezuit (1617, Laško – 1677, Drča, samostan Pleterje)
- Franc Kruljc, duhovnik, nadžupnik, dekan, monsinjor (1873, Brežice – 1953, Laško)
- Anton Lubi, duhovnik, profesor moralnega bogoslovja (1750, Laško – ?]]
- Ignacij Orožen, duhovnik in zgodovinar (1819, Laško – 1900, Maribor)
- Avguštin Stegenšek, duhovnik (1875,  Tevče nad Laškim – 1920, Maribor)
- Baltazar Tavčar, duhovnik (okoli 1560, Štanjel – 1625, Laško)
- Evald Vračko, narodni delavec, prosvetni delavec, duhovnik (1878, Vrh nad Laškim – 1939, Šentilj v Slovenskih goricah)

## Vojska
- Ilija Badovinac, častnik in narodni heroj Jugoslavije (1917, Rosalnice – 1944, Rimske Toplice)
- Štefan Šemrov, častnik, veteran vojne za Slovenijo (1955, Vrh nad Laškim – 2006, ?)

## Jezikoslovje
- Ivan Topolovšek, jezikoslovec (1851, Marija Gradec – 1921, Ljubljana)
- Tomo Korošec, jezikoslovec, univerzitetni profesor (1938, Laško – 2022)

## Književnost
- Anton Aškerc, pesnik, duhovnik, arhivist (1856,  Globoko ali  Senožete pri  Rimskih Toplicah – 1912, Ljubljana)
- Iztok Geister, pesnik, pisatelj, esejist, pravnik in ornitolog (1945, Laško)
- Janko Pukmeister, pesnik, pisatelj (1837, Vine, Vojnik – 1862, Laško)
- Franc Svetič, esejist, prevajalec (1858, Brodnice – 1939, Kamnik)
- Anton Tanc, pesnik, pisatelj, prevajalec in publicist (1887, Modrič – 1947, Maribor)

## Publicistika
- Dušan Benko, novinar, urednik, zunanjepolitični komentator (1919, Zidani Most – 2016, ?)
- Karel Slanc, publicist, politik in pravnik (1851, Laško – 1916, Novo mesto)
- Stane Stanič, novinar, politik in publicist (1926, Laško – 2005, Izola)

## Umetnost

### Likovna umetnost
- Andrej Ajdič, slikar in kipar (1937, Laško)
- Janez Gregor Božič, kipar (1675, ? – 1724, Laško)
- Heinz Leinfellner, kipar in pedagog (1911, Zidani Most – 1974, Dunaj)
- Franc Suher, risar in strokovni pisec (1861, Huda jama – 1944, Ljubljana)

### Glasba
- Ivo Kralj, italijanski glasbenik (1928, Slivno – ?)
- Danica Savinova, pevka in gledališka igralka (1894, Laško – 1979, Maribor)
- Karel Tribnik, glasbenik, duhovnik (1846, Muta – 1918, Jurklošter)

## Izobraževanje
- Franc Alvian, šolnik, pesnik, duhovnik (1760, Gorica, Furlanija - Julijska krajina, Italija – 1842, Polana)
- Rafael Cajhen, univerzitetni profesor elektrotehnike (1933, Ljubljana)
- Janko Knapič, nadučitelj (1862, Sv. Jedrt pri  Laškem (=Sedraž) – 1929, Videm ob Savi (=Krško)
- Janez Krstnik Ulčer, šolnik, duhovnik (1725, Laško – 1794, Laško)
- Miloš Roš, učitelj, kulturnoprosvetni delavec (1881, Hrastnik – 1953, Laško)
- Peter Šuhel, elektrotehnik, profesor (1933, Laško)
- Drago Ulaga, pedagog in publicist (1906,  Globoko pri Rimskih Toplicah – 2000, Ljubljana)
- Emil Ulaga, defektolog in glasbenik (1911, Šmarjeta pri  Rimskih Toplicah – 2000,  Izlake)
- Karel Valentinčič, šolnik in laški kronist (1843, Laško – 1922, Laško)
- Mirko Vivod, srednješolski profesor, prevajalec (1915, Laško – 2000, Maribor)

## Naravoslovje
- Marijan Dorer, kemik (1909, Zidani Most – 1995, Ljubljana)
- Vladimir Korošec, strokovnjak za gozdarstvo (1920, Laško – 1975, Maribor)
- Jože Maček, agronom, fitopatolog, zgodovinar (1929, Olešče –)
- Matija Wretschko, botanik (1834, Jurklošter – 1918, Eichgraben, Spodnja Avstrija)

## Pravo in politika
- Janez Deželak, zadružni in zavarovalniški delavec ter politik (1899, Lože – 1976, ?)
- Alojz Diacci, sindikalni delavec (1903, Govce – 1984, Celje)
- Lojze Lešnik, sindikalni in politični delavec (1898, Huda jama – 1976, Ljubljana)
- Franc Roš, odvetnik, politik (1884, Hrastnik – 1976, Laško)
- Makso Šnuderl, pravnik, pesnik, pisatelj, dramatik in politik (1895, Rimske Toplice – 1979, Ljubljana)

## Gospodarstvo
- Andrej Elsbacher, trgovec (1835, Žabnice – 1905, Laško)
- Konrad Elsbacher, trgovec (1870, Laško – 1943, Ljubljana)
- Slavko Janežič, rudarski inženir (1932, Globoko pri Laškem)

## Zdravstvo
- Lojze Šmid, zdravnik otorinolaringolog (1941, Jurklošter)
- Bogomil Vargazon, internist, revmatolog (1914, Zidani Most – 2004, Ljubljana)
- Divna Veković, zdravnica (1886, Lužac, Črna gora – 1944, Zidani Most)

## Humanistika
- Edvard Jelovšek, amaterski zgodovinar (1910, Trbovlje – 1985, Laško)
- Juro Kislinger, zgodovinar, pisatelj (1931, Laško – 1999, Maribor)
- Fran Orožen, geograf, zgodovinar (1853, Laško – 1912, Ljubljana)
- Terezija Traven, zgodovinarka, družbenopolitična delavka (1910, Ljubljana – Tacen – 2005, Laško)
- Avguštin Tyfernus, humanist, arhitekt, zbiralec rimskih napisov (med 1470 in 1479, Laško – med 1535 in 1537, Slovenj Gradec)
- Tone Knez, arheolog (1930, Laško – 1993, Novo mesto)
- Peter Petru, arheolog (1930, Laško – 1983, Ljubljana)

## Šport
- Franc Knez, alpinist (1955, Celje – 2017, Harje)

## Osebnosti, ki so pustile sled
- Ruža Aćimović Janežič, zdravnica (1928, Ljubljana): zdravnica v Zdravstvenem domu Laško, Zdravilišču Laško
- Ivo Benkovič, politik, pisatelj, prevajalec, odvetnik (1875, Kamnik – 1943, Ljubljana): v državnem zboru zastopal volilni okraj Brežice – Sevnica – Laško in Celje – Vransko – Gornji grad – Laško
- France Bevk, pisatelj, pesnik, dramatik, publicist, prevajalec (1890, Zakojca – 1970, Ljubljana): 8 let je preživel v vojski v Laškem
- Aleksandra Devetak, knjižničarka, družbenopolitična delavka (1947, Vrh svetega Mihaela): živela v Laškem
- Janez Krstnik Gajšnik, topograf laške dekanije, vikar in župnik
- Radovan Gobec, učitelj, skladatelj in zborovodja (1909, Podgrad pri Ilirski Bistrici – 1994, Ljubljana): v Laškem napisal več operet
- Bogomil Gerlanc, publicist, urednik, bibliograf, prevajalec, učitelj (1901, Kontovel, Trst – ?): učitelj v Laškem
- Jožef Hasl, duhovnik, redovnik, jezuit, pisatelj (1733, Celje – 1804, Dol pri Hrastniku): deloval kot duhovnik, največ v Laškem, kjer je imel hišo
- Anton Ivšek, kipar: živel v Laškem
- Andrej Jug, duhovnik, preroditelj, pesnik (1778, Solkan – 1840, Dobrla vas): kaplanoval v Laškem (1804–1806)
- Simon Kukec, lastnik pivovarn (1838, Povirje – 1910, Žalec)
- Sebastijan Menhart, slikar: slika Sv. Nikolaja za cerkev Sv. Miklavža (1969)
- Polidor de Montagnana, plemeniti, duhovnik (med 1520 in 1530, Italija – 1604, Novo mesto): v Laškem je imel dve hiši
- Elija Somrak, potujoči livar zvonov in topov (okoli 1570, ? – ?)
- Janez Andrej Strauss, slikar, pozlatar (1721, Slovenj Gradec – 1783, Slovenj Gradec): v teh krajih naslikal kar nekaj del, tudi nadžupnijski urad v Laškem
- Viljem Strmecki, arhitekt (1914, Tržič, Furlanija – Julijska Krajina, Italija – 1990, Ljubljana): štiri leta je delal v Laškem
- Dragotin Šauperl, kaplan in prevajalec (1840, Pernica – 1869, Nova Cerkev)
- Primož Trubar, duhovnik, prevajalec (1508?, Rašica – 1586, Derendingen): vikar v Laškem (Sv. Martin)
- Hugo Uhliř, gradbenik, urednik, kulturni delavec (1881, Golčův Jeníkov, Češka – 1965, Ljubljana): zgradil stavbo Pivovarne Laško
- Janez Krstnik Valvasor (? – 1581), zastavni  imetnik  laškega gospostva
- Janez Valentinčič, arhitekt (1904, Ljubljana – 1994, Ljubljana): Plečnikov asistent, cerkev v Zgornji Rečici
- Ernest Vranc, pedagog (1899, Ponikva – 1961, Maribor): šolski nadzornik v Laškem
- Karel Zelenko, slikar, ilustrator, oblikovalec kovine (1925, Celje): razstavljal v Laškem